# Nieuw-Zeelandse hockeyploeg (mannen)
De Nieuw-Zeelandse hockeyploeg voor mannen is de nationale ploeg die Nieuw-Zeeland vertegenwoordigt tijdens interlands in het hockey. Het land was op het hoogste continentale niveau voor het eerst actief in 1956 toen het op de Olympische Spelen zesde plaats haalde. De Black Sticks wonnen goud op de Spelen van 1976 in Montreal toen ze aartsrivaal Australië in de finale met 0-1 versloegen. Ze waren hiermee de eerste niet-Aziatische/Europese olympisch kampioen. Op het wereldkampioenschap hockey bleven ze altijd buiten de top 6. Op de Champions Trophy was het vijf keer present, opvallend genoeg was dat de eerste vier keer altijd in Pakistan. De laatste 10 jaar speelt het team tussen de 6e en de 10e plaats op de grote mondiale toernooien. Op het eigen continent eindigt het consequent tweede achter Australië.

## Erelijst Nieuw-Zeelandse hockeyploeg
| Jaar | Champions Trophy           | Oceanisch kampioenschap | Olympische Spelen         | Wereldkampioenschap             | Hockey World League Hockey Pro League |
| ---- | -------------------------- | ----------------------- | ------------------------- | ------------------------------- | ------------------------------------- |
| 1956 |                            |                         | 6e OS 1956 Melbourne      |                                 |                                       |
| 1960 |                            |                         | 5e OS 1960 Rome           |                                 |                                       |
| 1964 |                            |                         | 7e OS 1964 Tokio          |                                 |                                       |
| 1968 |                            |                         | 7e OS 1968 Mexico-Stad    |                                 |                                       |
| 1970 |                            |                         |                           |                                 |                                       |
| 1971 |                            |                         |                           | geen deelname                   |                                       |
| 1972 |                            |                         | 9e OS 1972 München        |                                 |                                       |
| 1973 |                            |                         |                           | 7e WK 1973 Amstelveen           |                                       |
| 1974 |                            |                         |                           |                                 |                                       |
| 1975 |                            |                         |                           | 7e WK 1975 Kuala Lumpur         |                                       |
| 1976 |                            |                         | OS 1976 Montreal          |                                 |                                       |
| 1978 | 4e CT 1978 Lahore          |                         |                           | geen deelname                   |                                       |
| 1980 | geen deelname              |                         | geen deelname             |                                 |                                       |
| 1981 | geen deelname              |                         |                           |                                 |                                       |
| 1982 | geen deelname              |                         |                           | 7e WK 1982 Bombay               |                                       |
| 1983 | 6e CT 1983 Karachi         |                         |                           |                                 |                                       |
| 1984 | 5e CT 1984 Karachi         |                         | 7e OS 1984 Los Angeles    |                                 |                                       |
| 1985 | geen deelname              |                         |                           |                                 |                                       |
| 1986 | geen deelname              |                         |                           | 9e WK 1986 Londen               |                                       |
| 1987 | geen deelname              |                         |                           |                                 |                                       |
| 1988 | geen deelname              |                         | geen deelname             |                                 |                                       |
| 1989 | geen deelname              |                         |                           |                                 |                                       |
| 1990 | geen deelname              |                         |                           | geen deelname                   |                                       |
| 1991 | geen deelname              |                         |                           |                                 |                                       |
| 1992 | geen deelname              |                         | 8e OS 1992 Barcelona      |                                 |                                       |
| 1993 | geen deelname              |                         |                           |                                 |                                       |
| 1994 | geen deelname              |                         |                           | geen deelname                   |                                       |
| 1995 | geen deelname              |                         |                           |                                 |                                       |
| 1996 | geen deelname              |                         | geen deelname             |                                 |                                       |
| 1997 | geen deelname              |                         |                           |                                 |                                       |
| 1998 | geen deelname              |                         |                           | 10e WK 1998 Utrecht             |                                       |
| 1999 | geen deelname              | OK 1999 Brisbane        |                           |                                 |                                       |
| 2000 | geen deelname              |                         | geen deelname             |                                 |                                       |
| 2001 | geen deelname              | OK 2001 Melbourne       |                           |                                 |                                       |
| 2002 | geen deelname              |                         |                           | 9e WK 2002 Kuala Lumpur         |                                       |
| 2003 | geen deelname              | OK 2003 Nieuw-Zeeland   |                           |                                 |                                       |
| 2004 | 6e CT 2004 Lahore          |                         | 6e OS 2004 Athene         |                                 |                                       |
| 2005 | geen deelname              | OK 2005 Suva            |                           |                                 |                                       |
| 2006 | geen deelname              |                         |                           | 8e WK 2006 Mönchengladbach      |                                       |
| 2007 | geen deelname              | OK 2007 Buderim         |                           |                                 |                                       |
| 2008 | geen deelname              |                         | 7e OS 2008 Peking         |                                 |                                       |
| 2009 | geen deelname              | OK 2009 Invercargill    |                           |                                 |                                       |
| 2010 | 6e CT 2010 Mönchengladbach |                         |                           | 9e WK 2010 Mumbai               |                                       |
| 2011 | 4e CT 2011 Auckland        | OK 2011 Hobart          |                           |                                 |                                       |
| 2012 | 7e CT 2012 Melbourne       |                         | 9e OS 2012 Londen         |                                 |                                       |
| 2013 |                            | OK 2013 Stratford       |                           |                                 | HWL 2012-13                           |
| 2014 | geen deelname              |                         |                           | 7e WK 2014 Den Haag             |                                       |
| 2015 |                            | OK 2015 Stratford       |                           |                                 | 11e HWL 2014-15                       |
| 2016 | geen deelname              |                         | 7e OS 2016 Rio de Janeiro |                                 |                                       |
| 2017 |                            | OK 2017 Sydney          |                           |                                 | 12e HWL 2016-17                       |
| 2018 | geen deelname              |                         |                           | 10e WK 2018 Bhubaneswar         |                                       |
| 2019 |                            | OK 2019 Rockhampton     |                           |                                 | 8e HPL 2019                           |
| 2021 |                            |                         | 9e OS 2020 Tokio          |                                 | 8e HPL 2020                           |
| 2022 |                            |                         |                           |                                 | geen deelname                         |
| 2023 |                            | OK 2023 Whangarei       |                           | 7e WK 2023 Bhubaneswar/Rourkela | 9e HPL 2023                           |
| 2024 |                            |                         | 12e OS 2024 Parijs        |                                 | geen deelname                         |
| 2025 |                            | ?e OK 2025 Darwin       |                           |                                 | geen deelname                         |

## Selectie

### WK 2014
- Hoofdcoach: Colin Batch
- Assistent: Bryce Collins

| Naam             | Rugnummer | Club                   |
| ---------------- | --------- | ---------------------- |
| Keepers          |           |                        |
| Hamish McGregor  | 16        | Southern Dogs Dunedin  |
| Devon Manchester | 20        | Auckland Fury          |
| Verdedigers      |           |                        |
| Nick Haig        | 4         | Canterbury Cavaliers   |
| Andy Hayward     | 5         | Midlands Hamilton      |
| Dean Couzins     | 8         | Auckland Fury          |
| Alex Shaw        | 19        | Wellington Capital     |
| Kane Russell     | 21        | Southern Dogs Dunedin  |
| Blair Tarrant    | 22        | Southern Dogs Dunedin  |
| Middenvelders    |           |                        |
| Marcus Child     | 13        | Auckland Fury          |
| Phil Burrows     | 18        | HGC                    |
| Arun Panchia     | 24        | Auckland Fury          |
| Shea McAleese    | 25        | HGC                    |
| Steve Edwards    | 31        | North Harbour Auckland |
| Spitsen          |           |                        |
| Simon Child      | 6         | Auckland Fury          |
| Blair Hilton     | 9         | Wellington Capital     |
| Jared Panchia    | 14        | Auckland Fury          |
| Stephen Jenness  | 27        | Wellington Capital     |
| Hugo Inglis      | 29        | Southern Dogs Dunedin  |